# Le Livre de Clarence
Pour plus de détails, voir Fiche technique et Distribution.
Le Livre de Clarence (The Book of Clarence) est un film américain réalisé par Jeymes Samuel et sorti en 2024.

## Synopsis
En l'an 29, un habitant malchanceux de Jérusalem nommé Clarence décide de capitaliser sur l'influence grandissante de Jésus de Nazareth pour tenter de s'enrichir.

## Fiche technique
Sauf indication contraire, les informations mentionnées dans cette section peuvent être confirmées par la base de données cinématographiques IMDb,  présente dans la section « Liens externes ».
- Titre français : Le Livre de Clarence
- Titre original : The Book of Clarence
- Réalisation et scénario : Jeymes Samuel
- Musique : Jeymes Samuel
- Décors : Peter Walpole
- Costumes : Antoinette Messam
- Photographie : Rob Hardy
- Montage : Tom Eagles
- Production : Jay-Z, James Lassiter, Tendo Nagenda, Jeymes Samuel et Luca Severi

Producteur délégué : Garrett Grant
- Sociétés de production : Legendary Pictures, Sony Pictures Entertainment, TriStar et Westbrook Studios
- Société de distribution : Sony Pictures Releasing (États-Unis)
- Budget : 40 millions de dollars[1]
- Pays de production :  États-Unis
- Langue originale : anglais
- Format : couleur
- Genre : drame épique, aventures
- Durée : 129 minutes
- Dates de sortie[2] : 
  - États-Unis : 12 janvier 2024
  - France : 3 juillet 2024 (vidéo à la demande[3])

## Distribution
- Lakeith Stanfield (VF : Eilias Changuel) : Clarence
- Omar Sy (VF : lui-même) : Barabbas
- RJ Cyler (VF : Diouc Koma) : Elijah
- Benedict Cumberbatch (VF : Jérémie Covillault) : Benjamin
- James McAvoy (VF : Alexis Victor) : Ponce Pilate
- Anna Diop (VF : Fily Keita) : Varinia
- David Oyelowo (VF : Jean-Baptiste Anoumon) : Jean le Baptiste
- Alfre Woodard (VF : Maïk Darah) : Marie
- Marianne Jean-Baptiste (VF : Pascale Vital) : Amina
- Caleb McLaughlin (VF : Simon Koukissa) : Zeke
- Teyana Taylor (VF : Corinne Wellong) : Marie Madeleine
- Babs Olusanmokun (VF : Rody Benghezala) : Asher
- Nicholas Pinnock (VF : Daniel Njo Lobé) : Jésus
- Tom Glynn-Carney (VF : Julien Bouanich) : Decimus
- Tom Vaughan-Lawlor (VF : Benjamin Pascal) : Antoninus

 Source et légende : version française (VF) sur RS Doublage

## Production
Fin 2022, Jeymes Samuel annonce que son prochain film sera The Book of Clarence. Il révèle à Deadline Hollywood qu'il y dirigera à nouveau Lakeith Stanfield, après le western The Harder They Fall (2021). L'acteur interprète Clarence dans un long métrage biblique et épique dans la lignée des classiques Les Dix Commandements (1956, La Plus Grande Histoire jamais contée (1965), Samson et Dalila (1949) ou encore Ben-Hur (1959).
En octobre 2022, Omar Sy rejoint la distribution alors que le projet est acquis par Legendary Pictures. En décembre 2022, RJ Cyler, Benedict Cumberbatch, James McAvoy, Anna Diop, David Oyelowo, Alfre Woodard ou encore Marianne Jean-Baptiste sont également annoncés,.
Le tournage débute en novembre 2022 à Matera en Italie.